# Brassolini
De Brassolini zijn een geslachtengroep uit de onderfamilie van de Satyrinae van de familie Nymphalidae, de vossen, weerschijnvlinders en parelmoervlinders. De groep is voorheen ook wel als zelfstandige familie Brassolidae beschouwd. Als tribus werd zij, samen met de Amathusiini, ook wel ondergebracht bij de onderfamilie Morphinae, maar op grond van moleculair fylogenetisch onderzoek waarvan de resultaten in 2006 en 2011 werden gepubliceerd, is deze onderfamilie ondergebracht bij de Satyrinae, waarbij de Morphini en de Brassolini een Neotropische clade vormen. Het overzicht van geslachten in dit artikel volgt dat van de Nymphalidae Systematics Group, die op het werk van Marin en Peña voortborduurt.
De Brassolini komen exclusief voor in de Nieuwe Wereld, met het zwaartepunt in het Neotropisch gebied.
De imagines hebben bruine of beige-kleurige vleugels met aan de onderzijde oogvlekken. De waardplanten zijn eenzaadlobbigen. De vlinders worden in het Neotropisch gebied aangetroffen.
In het Nederlands wordt de geslachtengroep soms aangeduid als uilvlinders, maar deze naam wordt meestal voorbehouden aan het geslacht Caligo. Deze uilvlinders moeten weer niet verward worden met de uilen, een vlinderfamilie uit de superfamilie Noctuoidea.

## Subtribus en geslachten

### Brassolina
- Brassolis Fabricius, 1807
- Blepolenis Röber, 1906
- Caligo Hübner, 1819
  - = Aerodes Billberg, 1820
- Caligopsis Seydel, 1924
- Catoblepia Stichel, 1902
- Dasyophthalma Westwood, 1851
- Dynastor Doubleday, 1849
  - = Megastes Westwood, 1851 non Megastes Guenée, 1854 (Crambidae)
- Eryphanis Boisduval, 1870
- Mielkella Casagrande, 1982
- Mimoblepia Casagrande, 1982
- Opoptera Aurivillius, 1882
- Opsiphanes Doubleday, 1849
  - = Anthomantes Gistel, 1848
  - = Caligo Boisduval, 1870 non Caligo Hübner, 1819
  - = Pavonia Godart, 1824 non Pavonia Lamarck, 1816
- Orobrassolis Casagrande, 1982
- Penetes Doubleday, 1849
- Selenophanes Staudinger, 1887

### BiinaHerrich-Schaeffer,1864
- Bia Hübner, 1819
  - = Napho Hewitson, 1849

### NaropinaStichel,1925
- Narope Doubleday, 1849
  - = Naropina Röber, 1929
- Aponarope Casagrande, 1982